# ديك تود
ديك تود هو مغني كندي، ولد في 4 أغسطس 1914 في مونتريال في كندا، وتوفي في 1974 في نيويورك في الولايات المتحدة.

## وصلات خارجية
- ديك تود على موقع IMDb (الإنجليزية)
- ديك تود على موقع ميوزك برينز (الإنجليزية)
- ديك تود على موقع ديسكوغز (الإنجليزية)